# Świsłocz (rejon grodzieński)
Świsłocz (biał. Свіслач; ros. Свислочь) – agromiasteczko na Białorusi, w obwodzie grodzieńskim, w rejonie grodzieńskim, w sielsowiecie Kwasówka, u ujścia Świsłoczy do Niemna.
Dawniej wieś, folwark i majątek ziemski w powiecie grodzieńskim, województwa trockiego Rzeczypospolitej Obojga Narodów.
W czasach zaborów w granicach Imperium Rosyjskiego, w guberni grodzieńskiej, w powiecie grodzieńskim.
W latach 1921–1939 wieś leżała w Polsce, w województwie białostockim, w powiecie grodzieńskim, w gminie Łasza.
Według Powszechnego Spisu Ludności z 1921 roku zamieszkiwało:
- wieś – 64 osoby, wszystkie były wyznania prawosławnego oraz deklarowały białoruską przynależność narodową. Było tu 7 budynków mieszkalnych
- folwark pod nazwą Świsłocz Dolna – 157 osób, 87 było wyznania rzymskokatolickiego a 70 prawosławnego. Jednocześnie 140 mieszkańców zadeklarowało polską przynależność narodową a 17 białoruską. Było tu 11 budynków mieszkalnych[3].

Miejscowości należały do parafii prawosławnej w Łaszy i rzymskokatolickiej w Kwasówce. Podlegała pod Sąd Grodzki w Indurze i Okręgowy w Grodnie; właściwy urząd pocztowy mieścił się w Kwasówce.
W wyniku napaści ZSRR na Polskę we wrześniu 1939 miejscowość znalazła się pod okupacją sowiecką. 2 listopada została włączona do Białoruskiej SRR. 4 grudnia 1939 włączona do nowo utworzonego obwodu białostockiego. Od czerwca 1941 roku pod okupacją niemiecką. 22 lipca 1941 r. włączona w skład okręgu białostockiego III Rzeszy. W 1944 miejscowość została ponownie zajęta przez wojska sowieckie i włączona do obwodu grodzieńskiego Białoruskiej SRR.
Istniał tu klasztor katolicki, który w 2. połowie XIX w. był już w ruinie.
Znajdują się tu parafialna cerkiew prawosławna pw. Podwyższenia Krzyża Pańskiego oraz rzymskokatolicka kaplica pw. Bożego Miłosierdzia parafii Niepokalanego Poczęcia Najświętszej Maryi Panny w Kwasówce.